# Jenni Rivera
Dolores Janney Rivera Saavedra (Long Beach, California, 2 de julio de 1969-Iturbide, Nuevo León, 9 de diciembre de 2012), conocida  como Jenni Rivera, fue una cantante, empresaria y actriz méxico-estadounidense. En Estados Unidos y México se estima que vendió 25 millones de discos, lo que la convierte en la intérprete de banda sinaloense más importante. Varios medios de comunicación incluyendo CNN, Billboard, Fox News y el New York Times la etiquetaron como la figura femenina más importante y de mayor venta en el género de la música regional mexicana. También llegó a ser nominada a cuatro Premios Grammy.
Rivera comenzó a grabar música en 1991. Sus temas tratan a menudo cuestiones sociales, infidelidad y relaciones amorosas. Su décimo álbum de estudio, Jenni (2008) se convirtió en su primer disco #1 en la lista Billboard Top Latin, en los Estados Unidos. En 2010, apareció y produjo la serie de telerrealidad Jenni Rivera Presents: Chiquis y Raq-C. También apareció y produjo I Love Jenni, comenzando en 2011 y continuando hasta el 2013, así como Chiquis 'n Control, en 2012. 
Debutó como actriz en la película Filly Brown, que fue lanzada en 2013. También trabajó como preparadora en la segunda temporada del programa televisivo de talento mexicano La Voz... México. En octubre de 2012, People en Español la nombró una de las 25 mujeres más poderosas. En diciembre de 2012, Rivera fue la tercera cantante en colocar tres álbumes en los tres primeros de la lista Billboard Top Latin Albums de los Estados Unidos, con sus discos: #1 La Misma Gran Señora, #2 Joyas Prestadas: Pop y #3 Joyas Prestadas: Banda. De este modo, se unió a otras dos cantantes principales, que también lograron esta hazaña de forma póstuma; Celia Cruz y Selena.
Además de su carrera musical, Rivera era activa en su comunidad donando tiempo y dinero a causas cívicas. La Coalición Nacional contra la Violencia Doméstica, la nombró su portavoz en los Estados Unidos. Asimismo, también se anunció oficialmente el 6 de agosto como "Día de Jenni Rivera", por el Ayuntamiento de Los Ángeles, por todo su trabajo de caridad y comunitario.
Falleció el 9 de diciembre de 2012 en un accidente aéreo. En diciembre de 2014, las autoridades mexicanas cerraron la investigación sobre lo que le ocurrió al avión. El director de la aviación civil mexicana, Gilberto Gómez Meyer, afirmó que los resultados del accidente aéreo han de volver a ser concluyentes y que no son capaces de determinar la causa exacta del accidente. Demandas que afectan a los propietarios del avión, la finca de Rivera, y los familiares de las personas a bordo con Rivera se han presentado en los tribunales estatales y federales en los Estados Unidos.

## Primeros años
Dolores Janney Rivera Saavedra nació en Long Beach, California el 2 de julio de 1969. Sus padres son Rosa Amelia Saavedra, originaria de Hermosillo, Sonora, y Pedro Rivera, originario de La Barca, Jalisco.
En 1984, a los 15 años, quedó embarazada de su novio, José Trinidad Marín Quintero, lo que provocó un distanciamiento temporal con sus padres. Tuvo a su primera hija, Janney Marin Rivera, el 26 de junio de 1985. Luego de dos hijos más (Jacqueline, 1989 y Trinidad, 1991), Jenni se separó de su pareja en 1992.
Rivera estudió Administración de Empresas con intenciones de acercarse a la industria discográfica, y trabajó como vendedora de bienes raíces antes de hacer carrera como cantante. Gracias a esta profesión logró comprarse su primera casa, muy cerca de donde vivían sus padres, lo que los llenó de orgullo.
Durante mucho tiempo trabajó en la realización de la autobiografía, y aunque nunca la llegó a terminar, su familia la completó y la convirtió en un libro que posteriormente publicaron. El 2 de julio de 2013, Unbreakable (Inquebrantable en español) salió a la venta, convirtiéndose en el libro más vendido del New York Times.

## Carrera

### Inicios
En 1991, Jenni Rivera comenzó a trabajar en Cintas Acuario, discográfica de su padre y en 1992, junto con sus hermanos Pedro, Gustavo y Juan, comenzó a grabar canciones tradicionales de folclore mexicano. Los hermanos llamaron a su agrupación La Güera Rivera con Banda, y publicaron su primer disco homónimo. Álbum que no resultó como se esperaba, pero esto no la desanimó a seguir intentando alcanzar el éxito una y otra vez; en 1994, repitieron la fórmula con el disco Con los Viajeros del Norte, pero ninguno de los dos tuvo difusión comercial.
En enero de 1995, grabó La Chacalosa, un tercer disco de estudio que comenzó a llamar la atención del público en Los Ángeles y sus alrededores, debido a que contenía corridos y narcocorridos, formas musicales que por entonces eran únicamente grabadas por varones. Algunos temas del disco adquirieron popularidad, en especial La Chacalosa, Mi Gusto Es y También Las Mujeres Pueden, que eran constantemente solicitadas en las estaciones de radio local, y la llevaron a presentarse en pequeños recintos al lado de sus hermanos. El 25 de febrero de 1995, conoció a Juan López en un bar, con quien inició un noviazgo que terminó en compromiso. Al poco tiempo de estar viviendo juntos, las autoridades estadounidenses detuvieron a López bajo el cargo de pasar inmigrantes ilegales de México a Estados Unidos; le impusieron una condena de seis meses en prisión.
Rivera participó más adelante en la grabación de su primer álbum comercial, Somos Rivera, el cual tuvo éxito. Luego de que Juan recuperara su libertad, en 1997, Jenni resultó por cuarta vez embarazada, y contrajo matrimonio con Juan López. Ese mismo año, luego de enterarse de los abusos por parte de su expareja Trinidad Marín a su hermana Rosie Rivera y a sus propias hijas, Rivera interpuso una orden de restricción hacia él. Las tensiones le provocaron a Rivera un adelanto de parto y su hija Jenicka nació el día 3 de octubre de 1997.

### Producción profesional
Al año siguiente Rivera se divorció de Juan López por motivos de infidelidad, y como madre soltera, volvió al trabajo de venta de inmuebles alrededor del área metropolitana de Los Ángeles para mantener a sus cuatro hijos, con los que frecuentemente iba a terapia psicológica para superar el trauma que les ocasionó lo sufrido con Trino y el fracaso matrimonial con Juan.
A principios de 1999 Rivera decidió retomar su carrera artística a nivel profesional, grabando y editando por sí misma Si Quieres Verme Llorar, un álbum de estudio dentro del género ranchero, que grabó acompañada del tradicional mariachi, incluyendo un acordeón. Este mismo año visitó varias estaciones de radio en Los Ángeles para que programaran el tema Si quieres verme llorar. Ya en marzo, un sello discográfico perteneciente a la compañía Sony Music le ofreció un contrato de exclusividad y el 25 de mayo publicó el disco comercialmente.
En junio regresó al estudio de grabación de su familia para grabar un segundo disco, esta vez probando suerte con conjunto norteño e interpretando corridos. La producción concluyó un mes después y se publicó el 3 de agosto, con el título Reina de reinas, con gran éxito.

### Primeros éxitos
A finales de 1999 Rivera retomó su relación con Juan López. En enero del 2000 firmó contrato con la disquera Fonovisa y grabó Que me entierren con la banda, primer disco de su discografía oficial grabado con banda, el cual incluía los temas: Las malandrinas, Que un rayo te la parta y Solo sé de amor, canciones escritas por ella misma. Con dicho material llegó el despliegue de su carrera. El estilo musical de este disco estuvo marcado por su identidad chicana, combinando lo norteño con lo estadounidense. El primer sencillo fue Las malandrinas, corrido de su autoría que llegó a ubicarse dentro del Top 20 en las listas de preferencias radiales en California y que rápidamente la dio a conocer entre la comunidad latina a lo largo del Suroeste de Estados Unidos.
En los últimos meses del 2000 grabó el disco Déjate amar, que abordaba problemas de su propia identidad femenina en temas como Madre soltera. En enero de 2001 Fonovisa publicó el material junto al primer corte promocional Querida socia, tema con el que empieza a figurar en el top musical de la revista Billboard, y también el primero con el que recibió críticas positivas, de críticos que la compararon con una actriz de Hollywood o Broadway.
El 11 de febrero de 2001, nació Johnny Ángel, el menor de sus hijos. El éxito de sus recientes promociones trajo consigo ganancias económicas para la familia, pero a la vez rumores de que los Rivera habían hecho fortuna al dedicarse al tráfico de marihuana y de cocaína, cosa que ella negó. Ese mismo mes también se escucharon versiones falsas de que existía una fuerte rivalidad entre ella y todos sus hermanos por la competencia que supuestamente generaban sus carreras, además de que les causaban conflictos de intereses a sus respectivas disqueras, las cuales la familia desmintió unida en todo momento.
A inicios de 2002, Rivera viaja a Culiacán, Sinaloa para grabar su siguiente disco, que publicó Fonovisa el 17 de marzo de 2002 junto al primer corte promocional Se las voy a dar otro, logrando un éxito tal que se agotó en tiendas el mismo día del lanzamiento. La fama que adquirió con este éxito le valió empezar a ser llamada «La Diva de la Banda», su primera nominación al Grammy Latino dentro de la categoría "Mejor álbum Banda", publicada el 26 de julio de 2002, y su primera nominación al Billboard Latino. Conflictos entre su éxito y el machismo de su esposo provocan la segunda separación de la pareja en agosto de 2002. Este y otros eventos familiares provocan a Jenni una profunda depresión.
El 1 de abril de 2003 la discográfica Fonovisa publicó su sexto álbum de estudio bajo el título Homenaje a las grandes, formado por covers de canciones de artistas femeninas mexicanas como Lola Beltrán, Lucha Villa, Lupita D'Alessio, Marisela, Mercedes Castro, Alejandra Guzmán y Gloria Trevi.
Su proceso de divorcio con López comenzado en abril de 2003 se agravó por la solicitud de una compensación monetaria de Juan, lo que desató el inicio de un pleito legal que se prolongaría hasta diciembre de 2006.

### Por último fue
A finales de 2003, el contrato de Jenni Rivera con Fonovisa finalizó y no le fue renovado, por lo que de manera independiente estuvo preparando un disco totalmente en inglés, dentro del género R&B, del que solo logró grabar seis pistas, mientras se daba a la tarea de encontrar otra disquera. Para su fortuna, Univision Music Group firmó con ella y preparó una recopilación de sus grandes éxitos, pero sin apoyar su proyecto en inglés, el cual quedó abortado.
El 30 de septiembre de 2004, Rivera presentó en Los Ángeles el disco Simplemente... La mejor., compuesto por doce de los éxitos más importantes que había tenido hasta entonces, y tres temas inéditos. En noviembre de este mismo año, viajó por primera vez a la Ciudad de México para promocionarse por primera vez en el país. 
El 28 de enero de 2005 se presentó en un centro nocturno de North Hollywood para beneficio de la organización sin fines de lucro "Latin Pride Foundation". Su tema Amiga si lo ves, logró posicionarse en el puesto 35 del Latin Regional Mexican Airplay en marzo, mes en el que acabó la promoción del disco y del que lograron vender más de 300.000 copias, hasta finales de 2005.
Rivera también llegó a participar al lado de los actores Jimmy Smits, Roselyn Sánchez, Ricardo Chavira y Lupe Ontiveros en la "Gala anual benéfica de la Comisión Latina contra el Sida". En junio de 2005 participó en una serie de presentaciones por algunas ciudades de los Estados Unidos a la que se llamó "La Gira del Pueblo", al lado de Paquita la del Barrio, Ezequiel Peña, Yolanda Pérez y el grupo "Los hijos de Obregón", la cual tuvo éxito moderado a pesar de las supuestas redadas que inmigración realizó en lugares públicos en los estados fronterizos de la Unión Americana.

### Parrandera, rebelde y atrevida
El 20 de septiembre de 2005 Rivera presentó su siguiente álbum de estudio, Parrandera, rebelde y atrevida, que le permitió dar a conocerse por completo en México. En los siguientes meses, el disco logró mantenerse 59 semanas consecutivas en el Top Latin Albums y fue certificado como disco de oro en los Estados Unidos, marcando el éxito más importante de su carrera hasta entonces. Más adelante, para sorpresa de muchos, Rivera aprovechó una rueda de prensa para pedir ayuda a los medios de comunicación para lograr la captura de su expareja, José Trinidad Marín, prófugo por sus crímenes de abuso sexual. A raíz de esto creó su "Jenni Rivera Love Foundation", a través de la que brindaba apoyo a los hispanos en Estados Unidos que sufrían problemas familiares, económicos y sociales. El lunes 24 de abril, José Trinidad Marín fue detenido En Los Ángeles, California, gracias a un aviso anónimo.
En enero, con De contrabando, segundo sencillo de Parrandera, rebelde y atrevida, escrita por Joan Sebastian, Jenni Rivera dominó las listas de preferencias radiales tanto en los Estados Unidos como en México, por semanas, y se convirtió en la única canción de su carrera en ocupar el puesto #1 del Latin Regional Mexican Airplay de Billboard hasta la actualidad, lo que la convirtió en la tercera mujer en la historia de la música grupera en conseguir tan importante reconocimiento, antes conseguido solo por Selena y Alicia Villarreal. En los meses de mayo y junio realizó su primera gira por México. Simultáneamente recibió de parte de Fonovisa un disco de platino por la venta de más 400.000 unidades vendidas en los Estados Unidos y un disco de oro por la venta de 200000 unidades más en México. En septiembre, se publicaron dos colecciones en CD/DVD en vivo tituladas En vivo desde Hollywood, grabada el 2 de mayo, y Besos y copas desde Hollywood, grabada el 12 de septiembre desde el Kodak Theatre. De estas dos producciones salió otro éxito, el tema Besos y copas, que sonó fuerte en radio y se colocó como el número 10 del Latin Regional Mexican Airplay.

### Mi vida locayJenni
El 20 de marzo de 2007 presentó Mi vida loca, noveno álbum de estudio de su carrera. En las siguientes semanas el disco se posicionó como el #2 del Top Latin Albums y el 30 del Billboard 200.
En octubre de 2007 Juan, su segundo marido, fue sentenciado nuevamente a prisión, esta vez bajo el delito de tráfico de drogas, recibiendo una condena de tres años. A menos de un año de haber grabado su último álbum en directo, su disquera publicó La Diva en vivo, un nuevo material que fue grabado el 5 de agosto de 2006, en el Gibson Amphitheatre, primer álbum en vivo que Jenni grabó acompañada de mariachi y que le valió su segunda nominación al Grammy Latino en la categoría "Mejor álbum Ranchero", nominación con la que cerró un año lleno de éxitos tanto profesionales como personales.
El 21 de junio, mientras se presentaba en un concierto en Raleigh, Carolina del Norte, un fanático llamado Oscar Paz golpeó su pierna con una lata de cerveza; inmediatamente exigió al agresor que subiera al escenario, donde lo agredió con un "microfonazo" en la cara que le provocó un sangrado cerca del ojo, para después decir «Me vale madre si lo ponen en "YouTube" mañana, este es mi escenario y aquí yo hago lo que se me pega la gana». Tras el altercado el público aplaudió lo sucedido, pero a la salida del concierto fue arrestada por la policía, para horas más tarde lograr su libertad mediante una fianza de 3000 dólares.
El 9 de septiembre de 2008, su décimo álbum de estudio titulado Jenni se lanzó al mercado bajo el sello discográfico Fonovisa, llegando a convertirse en el #1 del Top Latin Albums y el número 31 del Billboard 200 en Estados Unidos.
El 3 de octubre de 2008 uno de los escándalos más sonados de su carrera ocurrió cuando por los medios de comunicación e internet comenzó a circular un video donde se vio a la cantante manteniendo sexo con su pareja de turno, de la que solo se supo se llamaba Edgar. El 3 de febrero de 2009 encontró a Edgar, su expareja y el supuesto responsable de difundir su vídeo sexual, en una de sus presentaciones en Mexicali, Baja California, y lo agredió rompiéndole el labio y dejándole un ojo morado, hasta que los miembros de su banda la separaron del sujeto con el que inició un proceso legal en su contra junto a sus abogados, que terminó por ganar.

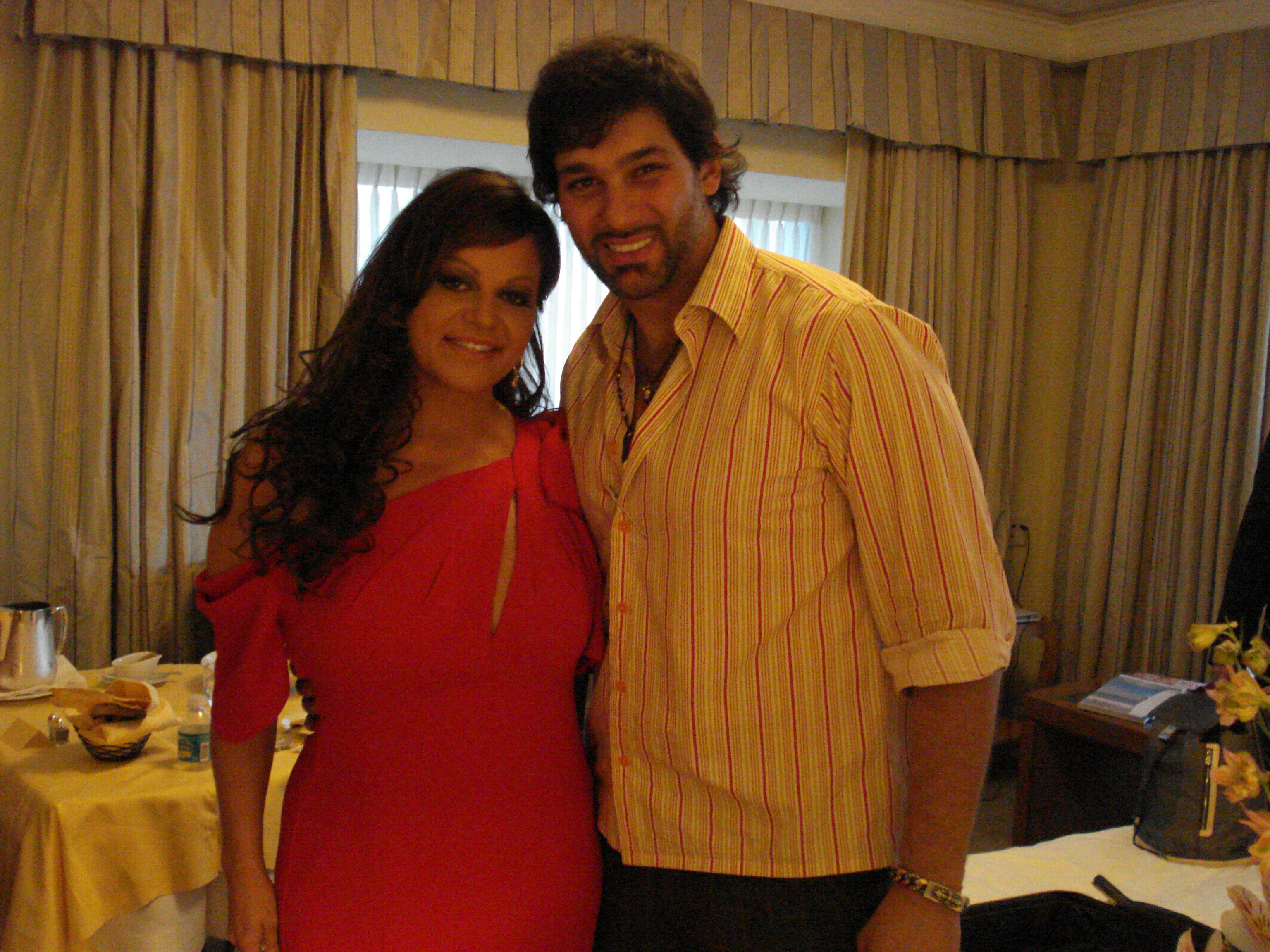
Jenni Rivera junto al estilista argentino Leonardo Rocco en Miami, Florida, a finales de 2008.

A finales de 2008, Rivera conoce a su futuro esposo, el ex-beisbolista de las grandes ligas Esteban Loaiza.
A principios de marzo de 2009, Rivera grabó en Los Ángeles junto a Tito "El Bambino" una nueva versión tanto de la canción como del video de El amor, primer sencillo promocional de El Patrón, nuevo álbum del boricua, y estrenó en radio el tercer sencillo Tu camisa puesta.
La mañana del día lunes 18 de mayo, Jenni fue detenida por agentes de la Policía Federal en el Aeropuerto Internacional de la Ciudad de México por llevar en su bolsa 52.467 dólares en efectivo que no declaró ante las autoridades aduanales cuando estaba por volar a Los Ángeles. Al llegar sus abogados, pudieron demostrar que el dinero era producto de tres presentaciones que ofreció en días pasados en la Ciudad de México, por lo que el Ministerio Público decidió devolver solamente 20.000 dólares y retener a disposición del representante social del ministerio los 32.167 dólares restantes. Esto le valió la crítica de muchísima gente que rápidamente la volvió a vincular con el narcotráfico.
A mediados de junio de 2009, su expareja Juan López fallece de pulmonía en el hospital de Lancaster. Por esas fechas, Rivera lanza una reedición de su último disco al que se tituló Jenni Súper Deluxe, publicado el 28 de junio de 2009.

### La gran señora
En octubre de 2009 comenzó la promoción de su material discográfico La gran señora con el que regresó a la música ranchera, contando con la colaboración de Paulina Rubio, en una nueva versión del tema Ni rosas ni juguetes, en banda. A petición de Universal Music, en enero de 2010 grabó junto a La Original Banda El Limón De Salvador Lizárraga a dueto el tema El destino, que originalmente interpretaron Juan Gabriel y Rocío Dúrcal. El 26 de marzo se convirtió en la tercera cantante en abarrotar el Estadio Caliente de Tijuana, al reunir más de 25.000 personas. En abril se publicó el segundo sencillo del material titulado ¿Porqué no le calas?, junto a su videoclip, que fue grabado bajo la dirección de José Serrano en California, el cual llegó a colocarse en el número 3 del Monitor Latino, el 46 del Hot Latin Songs y el 22 del Latin Regional Mexican Airplay.
De mayo a agosto realizó su tour La gran señora, que recorrió los escenarios más importantes de los Estados Unidos, como el Escapade en Houston, el Freeman Coliseum en San Antonio, el Nokia Theatre de Los Ángeles, el Allstate Arena de Chicago y el Madison Square Garden de Nueva York, además de los escenarios mexicanos Auditorio Telmex de Guadalajara, la Arena Monterrey, el "Gran Foro de Acapulco", el Auditorio Siglo XXI de Puebla y el Auditorio Nacional de la Ciudad de México, donde obtuvo llenos totales.
El 8 de septiembre, en Simi Valley, celebró su boda con Esteban Loaiza. Como agradecimiento, su disquera publicó La Gran Señora en vivo, que fue grabado en su presentación en el Nokia Theatre durante el tour que realizó a mediados de año y que salió a la venta el 23 de noviembre, finalizando así la promoción del disco que superó las 550.000 copias vendidas y que le valió una cuarta nominación al Grammy Latino dentro de la categoría de "Mejor Álbum Ranchero" que no logró ganar, dos Premios Lo Nuestro y un Billboard.
La mañana del día 14 de diciembre de 2010 su hijo Michael, de 19 años de edad, fue arrestado bajo cargo de estupro, y fue enviado al centro de detención Robert Presley del condado del mismo nombre, en California. Luego de pagar una fianza de 50.000 dólares, su hijo salió en estado de libertad condicional. Pasados tres meses de juicio y de haber sido detenido por las autoridades, en marzo de 2011, Michael se declaró culpable del hecho, acción con la que logró que le anularan otros dos cargos que enfrentaba por abuso sexual, siendo sentenciado a tres años de libertad probatoria, una multa de 600 dólares y llevar consigo un dispositivo electrónico durante 90 días para monitorizar sus pasos.
El 6 de febrero, se convirtió en la primera exponente del género grupero en formar parte de las actividades alternas del Super Bowl al actuar en el Verizon Center de Washington D. C., participación que tuvo lugar para apoyar una causa a beneficio de la organización caritativa de la NFL. Días después, fue invitada por el actor Edward James Olmos a participar en la grabación de la cinta "Filly Brown" y grabó junto a Ricky Martin la versión en banda de su sencillo Lo mejor de mi vida eres tú. El 13 de abril inauguró en Anaheim, California su primer taquería rodante "Tacos La Gran Señora", con el fin de ofrecer trabajo a sus hijos.
El viernes 17 de junio recibió de su disquera un disco de doble platino por las más de 300.000 copias vendidas en los Estados Unidos de su álbum La Gran Señora. El 2 de julio, día de su 42 cumpleaños, se colocó en el Paseo de las Estrellas de Las Vegas su estrella al lado de la de su tercer esposo y se celebró una ceremonia en su honor en el hotel Eastside Cannery, "ustedes me hacen", dijo la cantante, mencionando su deseo de ganar pronto el Grammy Latino, "un día lo conseguiré".

### Joyas prestadas
El 4 de septiembre de 2011 presentó su álbum doble Joyas prestadas, compuesto de baladas de las décadas de los 70 y los 80. El primer sencillo promocional fue Basta ya, el cual se colocó como el número 14 del Hot Latin Songs y el 6 del Latin Regional Mexican Airplay de Billboard. El 8 de diciembre sus médicos le detectaron un tumor benigno en su seno izquierdo, por lo que de inmediato suspendió la promoción del material, ya que con el tiempo podría llevarla a desarrollar cáncer de mama. Luego de haber dado su último concierto del año con lleno total en Uruapan, Michoacán, llegó a los Estados Unidos a someterse a una intervención quirúrgica para extirpar el tumor el 13 de diciembre, operación que tuvo resultados exitosos.
El 23 de enero regresó al medio asistiendo al Festival de Cine de Sundance para la presentación de la cinta "Filly Brown" en la que participó el año pasado, actuación con la que debutó en la pantalla grande al dar vida al papel de una madre drogadicta que se encuentra en prisión, de igual forma el 2 de febrero regresó a los escenarios con su presentación en el palenque de la feria de León, Guanajuato. El segundo sencillo, A cambio de qué, original de Marisela, se ubicó como el #1 del Regional Mexican Albums, el 1 del Latin Pop Albums y el 2 del Top Latin Albums.
El 4 de marzo arrancó la segunda temporada de su reality show "I Love Jenni", con el cual la familia Rivera volvió a mostrar lo que sucede en su vida cotidiana como lo hizo en 2011 con su primera temporada, la cual fue vista por 5,5 millones de hispanos en Estados Unidos y se convirtió en la serie más vista del canal mun2. El 13 de marzo la disquera publicó Joyas prestadas pop deluxe, en el que Jenni canta acompañada de una orquesta de 26 integrantes entre cuerdas y violines en vivo desde el histórico Teatro de la Ciudad de México. El 16 de marzo, hizo una aparición especial en un concierto de Yuri en el Auditorio Nacional, donde juntas cantaron Qué me vas a dar y Detrás de mi ventana, a ritmo de banda.
A inicios del año 2012 es invitada a formar parte del programa "Tengo talento mucho talento" de la cadena Estrella TV, en el cual se desempeñaría como Jurado del reality, posteriormente a este reality, el 14 de mayo del mismo año, Rivera confirmó su participación como preparadora en la segunda temporada de La voz... México logrando ser la absoluta campeona del reality show de canto junto con su participante Luz María del equipo Jenni.
El 2 de julio se anunció como tercer sencillo al tema Detrás de mi ventana, balada romántica originalmente grabada por Yuri en 1993. Joyas prestadas, vende medio millón de copias, y se hace acreedora a doble disco de platino tanto en los Estados Unidos como en México, convirtiéndose en el álbum más vendido de su carrera.
El 1 de octubre interpuso una demanda de divorcio en contra de su entonces esposo Esteban Loaiza por situaciones irreconciliables entre ambas partes, noticia que impactó y nadie esperaba, pues la pareja siempre se mostró de lo más feliz desde el instante en que se conocieron, en diciembre de 2008.

### La misma gran señora
El mes de noviembre de 2012 se lanzó en México este material discográfico, mientras que en Estados Unidos se lanzó en diciembre, alcanzando rápidamente altas ventas, lo que le hizo acreedora al Disco de Oro por sus altas ventas, reconocimiento que le fue dado en el escenario de la Arena Monterrey el 8 de diciembre de 2012, ante un lleno total, el cual sería el último reconocimiento que recibiera en vida, antes de abordar el Learjet 25 en el cual perdería la vida, junto a todos sus tripulantes.
De este disco se desprenden los éxitos: "La misma gran señora", "Trono caído", "La gran señora", "Porque no le callas", entre otros, formando un total de 13 sencillos, varios de los cuales ya eran un éxito rotundo, lo cual hizo de su último disco, uno de los más vendidos en toda su carrera, junto al disco doble de pop y banda de "Joyas prestadas", que ya la había catapultado a la cima en ventas del género grupero.

### Trabajos póstumos
La familia Rivera se ha encargado de mantener viva la música de la cantante aún a diez años de su muerte. Estos son los sencillos publicados póstumamente:
• "Aparentemente bien", (2019, compuesto por la cantautora Erika Ender) grabado en pop, banda y mariachi.
• "Que me entierren cantando", (2020, del compositor Jorge Gamboa) grabado a dueto con su hermano, Lupillo Rivera.
• "Engañémoslo" (2021, compuesto por el cantautor mexicano Espinoza Paz) grabado en banda y mariachi.
• "Quisieran tener mi lugar" (2021, bajo la composición del cantante y compositor mexicano "El mimoso") grabado en versión banda y a dueto con su hija mayor, Chiquis Rivera.
• "Motivos" (2021, un tema de la autoría de José Alfredo Jiménez) grabado en mariachi y banda.
• "Misión cumplida" (2022, compuesto por la propia Rivera).
El 30 de junio de 2023, en vísperas de lo que serían sus 54 años, fue publicado el disco póstumo "Misión cumplida", conteniendo los temas previamente mencionados, en las versiones ya escuchadas y en versiones nuevas con coros y musicalización mejorada. 
Dentro del disco se incluyeron también canciones inéditas: "El que hoy está en tu lugar" (banda), "Hablando claro" (banda) y "Pedacito de mí", siendo este último tema el sencillo debut del disco e interpretado con sus hijas (Chiquis Rivera, Jacquie Rivera y Jennicka Rivera), incluido un video de la canción.
El legado de la cantante Jenni Rivera se ha preservado. Ha recibido homenajes póstumos, corridos compuestos en su honor, premios musicales póstumos, documentales, un libro autobiográfico, biografías extraoficiales, videos musicales y discos póstumos, reconocimientos, hologramas de sus conciertos, museos, estatuillas, una entrevista inédita con el productor Pepe Garza, las bioseries Mariposa de barrio y Su nombre era Dolores, la Jenn que yo conocí , canciones y videos creados con Inteligencia Artificial por los fans, un dibujo animado y un libro para niños sobre su vida, además de convertirse en tendencia en redes sociales por sus publicaciones póstumas, videos, frases y leyendas urbanas sobre su muerte.
En 2023, Vix anunció las grabaciones de una película  biográfica de la cantante.

## Muerte
El 9 de diciembre de 2012, poco después de haber terminado un concierto en la Arena Monterrey en Monterrey, Nuevo León, Rivera y seis acompañantes más despegaron del Aeropuerto Internacional de Monterrey, General Mariano Escobedo, a las 3:00 horas para regresar a la Ciudad de México, puesto que Rivera tenía que estar presente ese día en la transmisión del reality show, La Voz... México, de cuyo jurado formaba parte. Abordaron un avión privado de Rivera modelo Learjet 25 con matrícula N345MC, que aterrizaría en el aeropuerto internacional Adolfo López Mateos en Toluca. Su llegada se tenía prevista alrededor de las 4:30 horas. No obstante, pocos minutos después de despegar, los radares perdieron contacto con el avión. A las 6:00 horas se inició un protocolo de búsqueda y rescate cerca del último lugar del que se tenía conocimiento que la aeronave habría sobrevolado. En la tarde de ese mismo día, autoridades de Protección Civil informaron que un avión se había estrellado en la Sierra Madre Oriental en el municipio de Iturbide en Nuevo León, México. Más tarde, en un comunicado oficial, la Secretaría de Comunicaciones y Transportes indicó que las características de la aeronave accidentada correspondían con las del avión en el que viajaba la cantante, lo que confirmó su muerte y la de todos sus acompañantes. En la nave, además de Rivera, viajaban Arturo Rivera Ruiz, que era su relacionista público y también los pilotos Miguel Pérez Soto y Alessandro Torres Álvarez, el abogado Mario Macías Pacheco, el maquillista Jacob Yebale y el peinador Jorge Armando Sánchez, conocido como "Gigi".
En diciembre de 2014, las autoridades mexicanas cerraron la investigación sobre lo que le ocurrió al avión. El director general de Aeronáutica Civil, Gilberto López Meyer, afirmó que los resultados del accidente aéreo no podían ser concluyentes y que no habían sido capaces de determinar la causa exacta del accidente. Demandas que afectan a los propietarios del avión, la finca de Rivera, y los familiares de las personas a bordo con Rivera se han presentado en los tribunales estatales y federales en los Estados Unidos.

### Impacto
Historias de la desaparición de Rivera y la muerte aparecieron en Telemundo y Univisión, las principales redes de televisión en español en los Estados Unidos, así como CNN, MSNBC, ABC y The New York Times. Poco después de su muerte, CNN en Español informó que Rivera comenzó a ser más conocida internacionalmente, con su nombre como tendencia en Twitter en todo el mundo y un aumento de ventas de sus álbumes comprados por gente fuera de México y los Estados Unidos.
El senador de los Estados Unidos Marco Rubio hizo una declaración sobre la vida y muerte de Rivera en el senado, donde dijo que Rivera era una verdadera historia de éxito estadounidense.

## Discografía
| - 1992: Somos Rivera - 1993: La Maestra (No Vuelvo Ni De Chiste) - 1994: Poco a Poco - 1994: Por Un Amor - 1995: Adiós a Selena - 1999: Si quieres verme llorar - 1999: Reyna de Reynas - 2000: Que Me Entierren Con la Banda - 2000: La Chacalosa - 2001: Déjate Amar - 2002: Se Las Voy a Dar a Otro - 2003: Homenaje a las Grandes - 2004: Simplemente... La Mejor - 2005: Parrandera, Rebelde y Atrevida - 2007: Mi Vida Loca - 2008: Jenni - 2009: La Gran Señora - 2011: Joyas Prestadas (Banda y Pop) - 2023: Misión Cumplida - 2005: Lo mejor de Jenni Rivera - 2009: Jenni (Super Deluxe) - 2011: Joyas Prestadas (Pop Deluxe)" - 2012: La Misma Gran Señora - 2012: La Más Completa Colección (Primera Etapa) - 2015: Ni tu esposa, Ni tu amante, Ni tu amiga - 2015: Las Malandrinas Con Tambora Sinaloense" - 2017: Ángel Baby (Con Mariachi) - 2018: Las Cuentas Claras - 2021: Mariposa de Barrio (Soundtrack de la Serie) - 2006: En vivo desde Hollywood - 2006: Besos y copas desde Hollywood - 2007: La Diva en vivo - 2010: La Gran Señora En Vivo Nokia Theater los Ángeles, Ca/2010 - 2012: Joyas Prestadas (Pop Deluxe) - 2013: 1969-Siempre - En Vivo Desde Monterrey, Parte 1 - 2014: 1969-Siempre - En Vivo Desde Monterrey, Parte 2 - 2014: 1 Vida - 3 Historias - Despedida de Culiacán - 2016: Paloma Negra Desde Monterrey | - 1999: «Si quieres verme llorar» - 1999: «Reyna de reynas» - 2000: «Que me entierren con la banda» (Con Lupillo) - 2000: «Las malandrinas» - 2001: «Querida socia» - 2001: «Madre soltera» - 2002: «Se las voy a dar a otro» - 2002: «Ángel baby» - 2003: «La papa sin cátsup» - 2003: «A escondidas» - 2004: «Hacer el amor con otro» - 2004: «Juro que nunca volveré» - 2004: «Las mismas costumbres» - 2005: «Amiga si lo ves» - 2005: «Que me vas a dar» - 2006: «De contrabando» - 2006: «Parrandera, rebelde y atrevida» - 2006: «Besos y copas» - 2007: «La sopa del bebé» - 2007: «Mírame» - 2007: «Ahora que estuviste lejos» - 2007: «Dama divina» - 2008: «Inolvidable» - 2008: «Culpable o inocente» - 2008: «Chuper amigos» - 2009: «Con él» - 2009: «El amor» (De Tito "El Bambino") - 2009: «Tu camisa puesta» - 2009: «Ovarios» - 2009: «Ya lo sé» - 2010: «Por qué no le calas» - 2011: «La gran señora» - 2010: «No llega el olvido» - 2010: «Déjame volver contigo» - 2011: «El destino» (De La Original Banda El Limón) - 2011: «Basta ya» - 2011: «A cambio de qué» - 2012: «Ajustando cuentas» (De Diana Reyes) - 2012: «La misma gran señora» - 2012: «Resulta» - 2013: «Dos botellas de mezcal (En vivo desde Monterrey/2012)» - 2013: «Amarga Navidad (En vivo desde Monterrey / 2012 [Banda])» - 2014: «Resulta (En vivo desde Monterrey / 2012 [Banda])» - 2015: «Solo Sé De Amor» - 2015: «Ni Tu Esposa, Ni Tu Amante, Ni Tu Amiga» - 2017: «Con Los Ojos Cerrados (Mariachi)» - 2018: «Las Cuentas Claras» - 2019: «Aparentemente Bien (Versión Banda, Pop y Mariachi)» - 2020: «Engañémoslo (Versión Mariachi y Banda)» - 2020: «Quisieran Tener Mi Lugar» - 2021: «Motivos (Versión Banda y Mariachi)» - 2022: «Misión Cumplida» - 2023: «Pedacito de mi» - En 2013, la familia Rivera lanzó un libro autobiográfico de Jenni titulado "Inquebrantable". |

## Televisión
| Año  | Serie                        | Personaje  | Notas                                                                  |
| ---- | ---------------------------- | ---------- | ---------------------------------------------------------------------- |
| 2008 | Los Chuperamigos             | Ella misma |                                                                        |
| 2010 | I Love Jenni                 | Ella misma | Especial bajo la producción de Telemundo                               |
| 2010 | Eva Luna                     | Ella misma | Univisión y Venevisión                                                 |
| 2012 | Tengo talento, mucho talento | Ella misma | Jueza, Temporada 6 por Estrella TV                                     |
| 2012 | La Voz... México             | Ella misma | Preparadora, Temporada 2, por Televisa.                                |
| 2012 | Joyas prestadas              | Ella misma | Especial recordando su trágico fallecimiento, bajo la cadena Televisa. |
| 2013 | Jenni Vive 2013              | Ella misma | Especial recordando su cumpleaños número 44, bajo la cadena Bandamax.  |

## Giras
- Tour Joyas Prestadas (2011-2012)